# هادی تأمینی
هادی تأمینی (زادهٔ ۱ شهریور ۱۳۶۰ - رشت) یک بازیکن فوتبال است که در تیم سپیدرود رشت بازی می‌کند.
وی پیش از این٬ سال‌ها عضو تیم ملوان بندر انزلی بوده‌است و سابقهٔ حضور در تیم‌های سپاهان اصفهان، ذوب‌آهن اصفهان و مس کرمان را نیز دارد.

## افتخارات
- لیگ برتر
- قهرمانی در لیگ برتر فوتبال ایران ۹۱–۱۳۹۰ به همراه تیم سپاهان اصفهان
- جام حذفی
- نایب قهرمانی در جام حذفی ۹۰–۱۳۸۹ به همراه تیم ملوان بندر انزلی
- نایب قهرمانی در جام حذفی ۹۳–۱۳۹۲ به همراه تیم مس کرمان